# Лажская волость
Лажская волость (латыш. Lažas pagasts) — одна из шести территориальных единиц Айзпутского края Латвии. Находится на севере от города Айзпуте, кроме него граничит с Айзпутской и Циравской волостями своего края, Сакской волостью Павилостского края, а также с Гудиниекской и Турлавской волостями Кулдигского края.
Крупнейшими населёнными пунктами волости являются сёла: Априки (волостной центр), Штакелданга, Падуре, Маздзервес, Ланксежи, Дзиркали и Варсберги.
По направлению с северо-востока на юг по территории волости, минуя село Штакелданга, проходит региональная автодорога P112 (Кулдига — Айзпуте — Личи).
По территории волости протекают реки: Лажа, Алоксте, Рива, Тебра. Наиболее крупные водоёмы: пруды Дзинтарниеку, Звею, Полю, Криевпурва и Маздзервес.

## История
После Второй мировой войны Лажская волость была сформирована путём добавления к ней территории Априкской волости. В 1935 году на долю Лажской волости Айзпутского уезда приходилось 71.7 км² от общей площади, на долю Априкской волости — 77.5 км². В 1945 году в Лажской волости были созданы Лажский, Силениекский и Стрелниекский сельские советы.
После отмены в 1949 году волостного деления Лажский сельсовет входил в состав Айзпутского (до 1956 года) и Лиепайского районов. В 1954 году к Калвенскому сельсовету был присоединён Стрелникский сельсовет. В 1974 году произошёл обмен территориями с городом Айзпуте. В 1975 году к Лажскому сельсовету был присоединён Априкский сельсовет, а часть территории Лажского сельсовета была переподчинена Каздангскому сельсовету.
В 1990 году Лажский сельсовет был реорганизован в волость. В 2009 году, по окончании латвийской административно-территориальной реформы, Лажская волость вошла в состав Айзпутского края.

## Известные люди
- Индрик (1783—1820) — первый национальный латышский поэт.